# Anis Hadj Moussa
Anis Hadj Moussa (París, Francia, 11 de febrero de 2002) es un futbolista argelino que juega de delantero en el Feyenoord de la Eredivisie.

## Trayectoria
Nacido en París, jugó primero en el U. S. Torcy y en el F. C. Montfermeil, antes de incorporarse a la academia del R. C. Lens en 2018.
Primero jugó con el filial del Lens en el Champinbat National 2, antes de firmar su primer contrato profesional en Bélgica con el Olympic Charleroi en el verano de 2022. Allí pronto destacó en la División Nacional 1 de Bélgica.
En junio de 2023 cambió al Patro Eisden Maasmechelen, que acababa de lograr el ascenso a la Segunda División de Bélgica la temporada anterior.
En febrero de 2024 fue cedido al S. B. V. Vitesse de la Eredivisie, con una cláusula de rescisión. A pesar de incorporarse a un equipo en apuros, pronto consiguió destacar con el club de Arnhem.
En abril de 2024 el Feyenoord anunció que se uniría al club para la temporada 2024-25 con un contrato de cinco años. Con el traspaso, su anterior club, Patro Eisden, obtuvo una cifra récord. El 6 de noviembre de 2024 marcó su primer gol en la Liga de Campeones de la UEFA en la derrota por 1-3 en casa contra el Red Bull Salzburgo.

## Selección nacional
Fue internacional juvenil con Argelia, con la que ha jugó en las selecciones sub-20. y sub-23. Debutó con la selección nacional de Argelia el 22 de marzo de 2024 en un amistoso contra Bolivia.

## Estadísticas

### Clubes
Actualizado al último partido disputado el 30 de noviembre de 2024.
| Club                                | Div.          | Temporada     | Liga  | Liga  | Liga   | Copas nacionales | Copas nacionales | Copas nacionales | Copas internacionales | Copas internacionales | Copas internacionales | Total | Total | Total  |
| Club                                | Div.          | Temporada     | Part. | Goles | Asist. | Part.            | Goles            | Asist.           | Part.                 | Goles                 | Asist.                | Part. | Goles | Asist. |
| ----------------------------------- | ------------- | ------------- | ----- | ----- | ------ | ---------------- | ---------------- | ---------------- | --------------------- | --------------------- | --------------------- | ----- | ----- | ------ |
| R. C. Lens II Francia               | 4.ª           | 2021-22       | 22    | 1     | 0      | —                | —                | —                | —                     | —                     | —                     | 22    | 1     | 0      |
| R. C. Lens II Francia               | Total club    | Total club    | 22    | 1     | 0      | 0                | 0                | 0                | 0                     | 0                     | 0                     | 22    | 1     | 0      |
| Olympic Charleroi · Bélgica         | 3.ª           | 2022-23       | 33    | 8     | 0      | —                | —                | —                | —                     | —                     | —                     | 33    | 8     | 0      |
| Olympic Charleroi · Bélgica         | Total club    | Total club    | 33    | 8     | 0      | 0                | 0                | 0                | 0                     | 0                     | 0                     | 33    | 8     | 0      |
| Patro Eisden Maasmechelen · Bélgica | 2.ª           | 2023-24       | 16    | 1     | 0      | 2                | 1                | 0                | —                     | —                     | —                     | 18    | 2     | 0      |
| Patro Eisden Maasmechelen · Bélgica | Total club    | Total club    | 16    | 1     | 0      | 2                | 1                | 0                | 0                     | 0                     | 0                     | 18    | 2     | 0      |
| S. B. V. Vitesse · Países Bajos     | 1.ª           | 2023-24       | 14    | 1     | 2      | 1                | 1                | 0                | —                     | —                     | —                     | 15    | 2     | 2      |
| S. B. V. Vitesse · Países Bajos     | Total club    | Total club    | 14    | 1     | 2      | 1                | 1                | 0                | 0                     | 0                     | 0                     | 15    | 2     | 2      |
| Feyenoord · Países Bajos            | 1.ª           | 2024-25       | 9     | 2     | 0      | 0                | 0                | 0                | 4                     | 2                     | 0                     | 13    | 4     | 0      |
| Feyenoord · Países Bajos            | Total club    | Total club    | 9     | 2     | 0      | 0                | 0                | 0                | 4                     | 2                     | 0                     | 13    | 4     | 0      |
| Total carrera                       | Total carrera | Total carrera | 94    | 13    | 2      | 3                | 2                | 0                | 4                     | 2                     | 0                     | 101   | 17    | 2      |